# Los Brasiles, Michoacán de Ocampo
Los Brasiles är en ort i Mexiko.   Den ligger i kommunen San Lucas och delstaten Michoacán de Ocampo, i den södra delen av landet, 210 km sydväst om huvudstaden Mexico City. Los Brasiles ligger 238 meter över havet och antalet invånare är 141.
Terrängen runt Los Brasiles är kuperad österut, men västerut är den platt. Runt Los Brasiles är det ganska glesbefolkat, med 30 invånare per kvadratkilometer. Närmaste större samhälle är Huetamo de Núñez, 15,5 km nordväst om Los Brasiles. I omgivningarna runt Los Brasiles växer huvudsakligen savannskog.